# Krepidoma

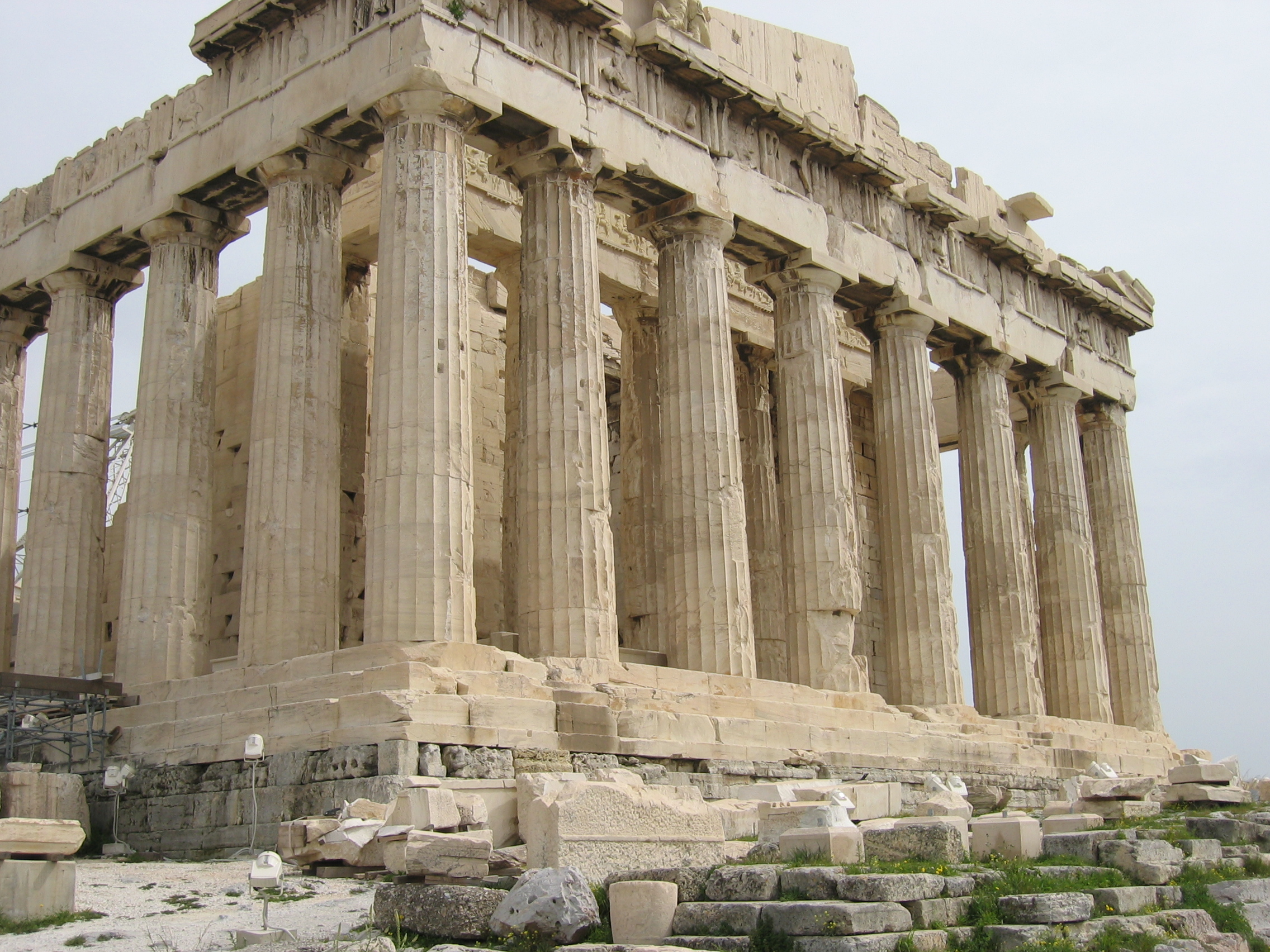
Parthenon

Krepidoma, underbyggnad i ett antikt grekiskt tempel eller romersk tempel som vanligen bestående av tre trappsteg som omsluter hela byggnaden.